# Códice magliabechiano

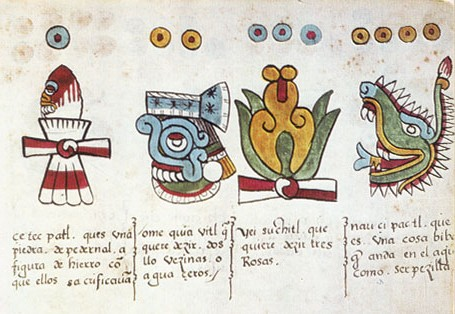
Verso da folha 11 do códice magliabechiano, mostrando os sinais dos dias Faca, Chuva, Flor e Crocodilo.

O códice magliabechiano é um códice asteca pictorial, criado em meados do século XVI, no início do período colonial espanhol. É representativo de um conjunto de códices colectivamente denominados por grupo magliabechiano. Outros códices deste grupo incluem o códice Tudela e o códice Ixtlilxochitl.
Trata-se de um documento sobretudo religioso. As suas 92 páginas são quase um glossário de elementos cosmológicos e religiosos. Ilustram também os 20 nomes dos dias do tonalpohualli, os dezoito festivais mensais, e o ciclo de 52 anos. Mostram também várias deidades, rituais e vestes religiosos, e crenças cosmológicas.

## História
Está baseado num códice mais antigo desconhecido, que se pensa ter sido o protótipo do grupo magliabechiano. Nomeado após Antonio Magliabechi, um coleccionador de manuscritos italiano do século XVII e encontra-se presentemente na Biblioteca Nazionale Centrale, Florença, Itália.
Foi criado em papel europeu, com desenhos e texto espanhol em ambos lados de cada página. Algumas das imagens são incluídas abaixo.

## Imagens

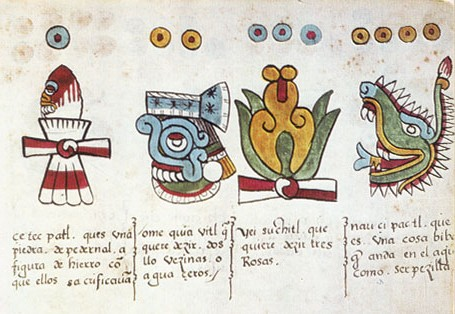
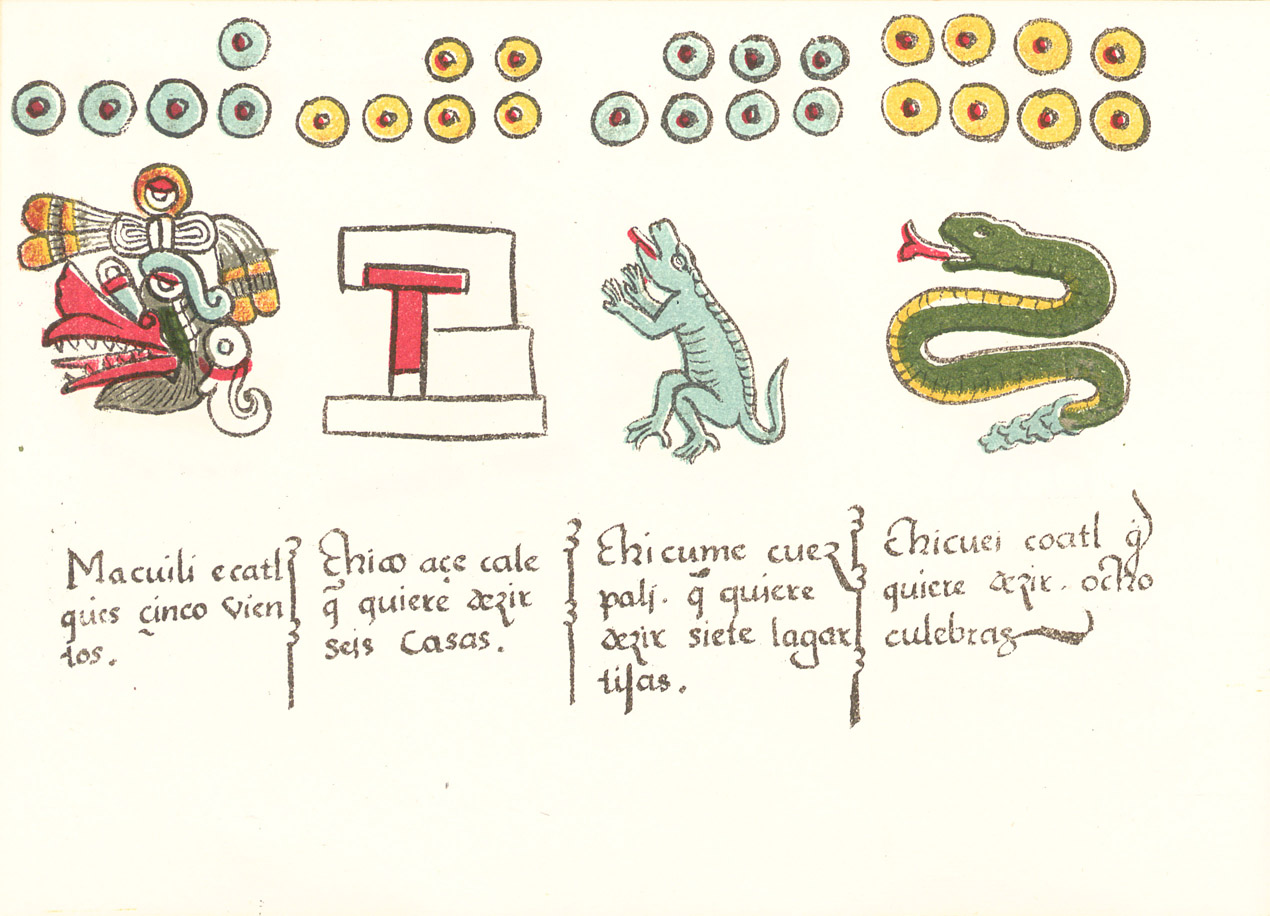
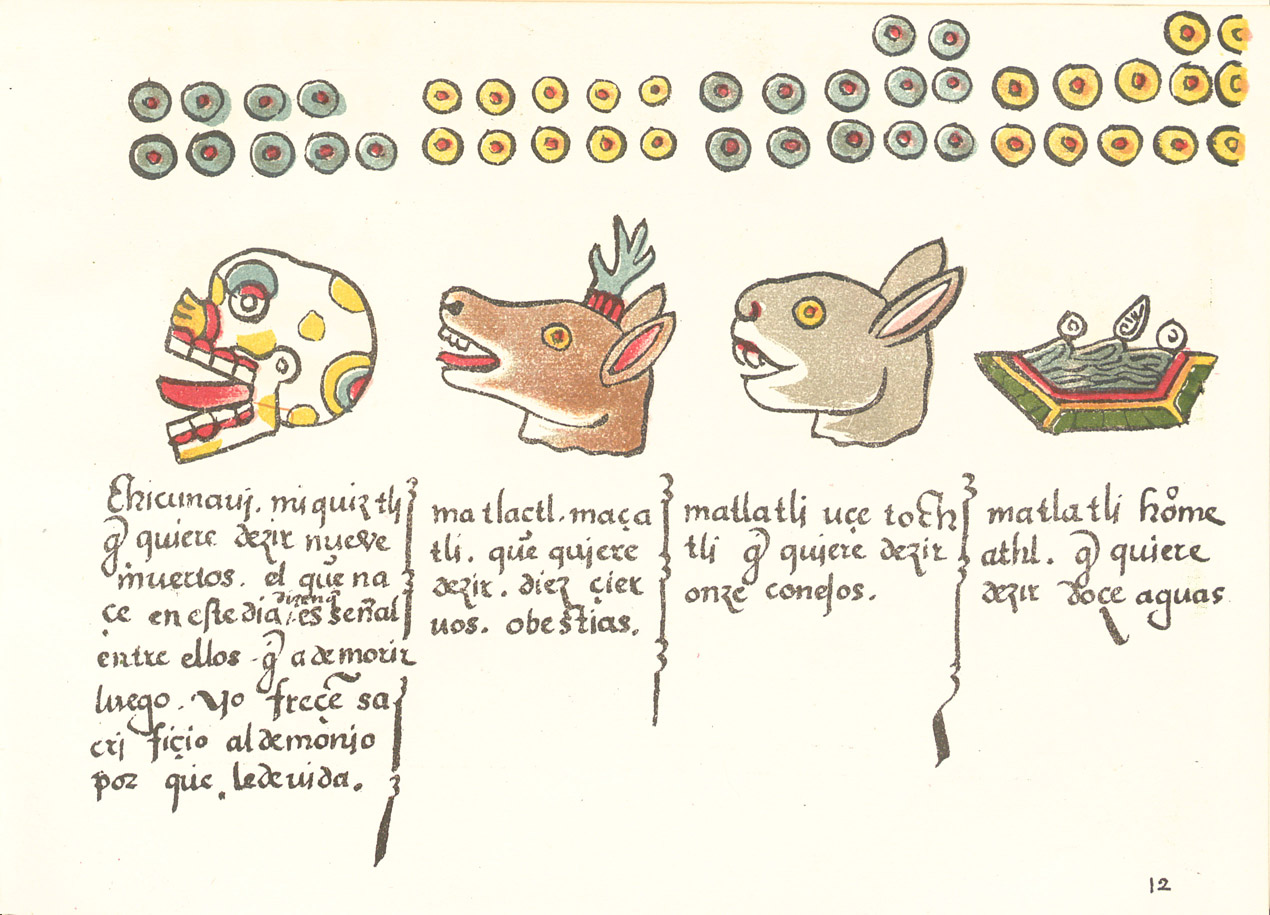
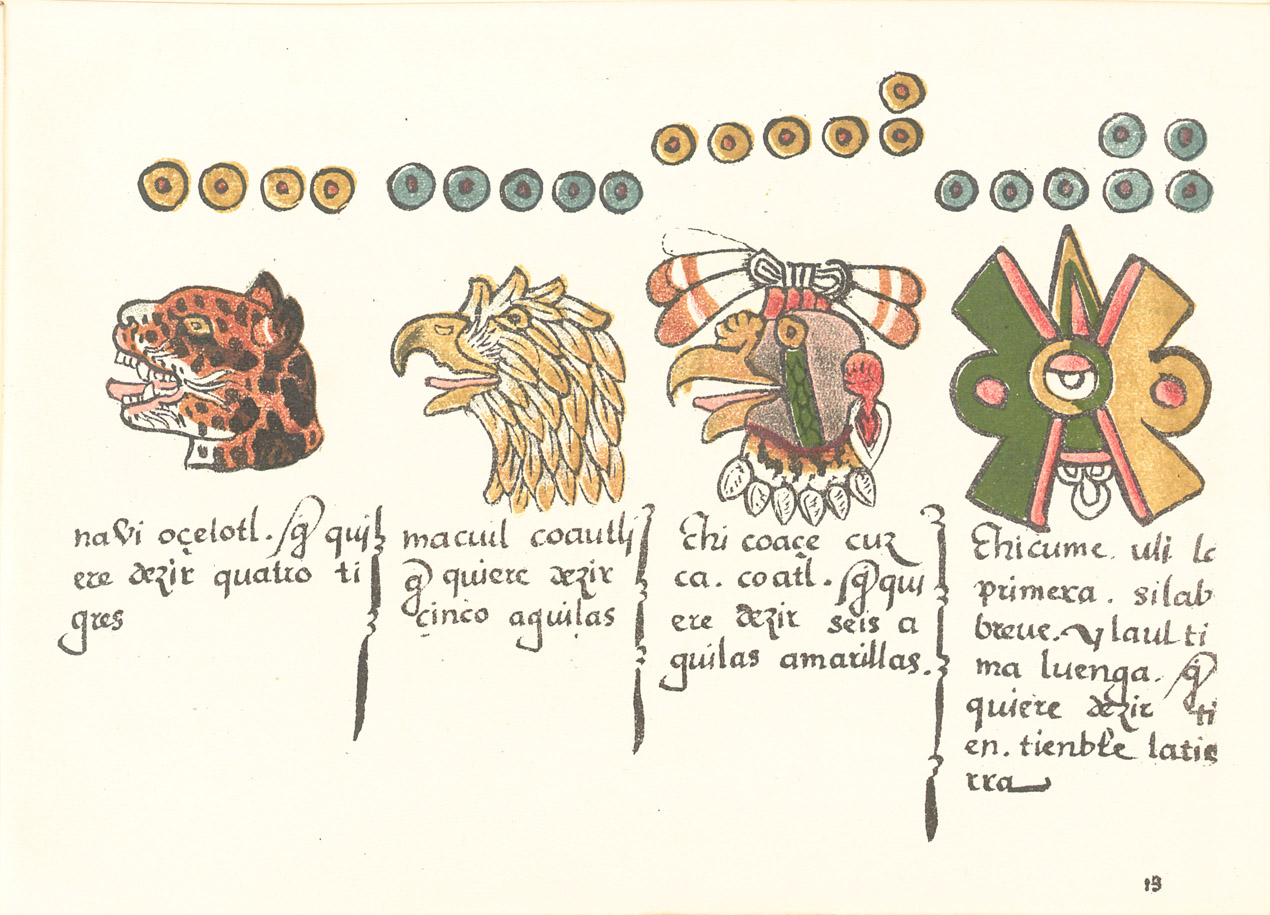

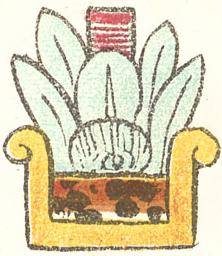
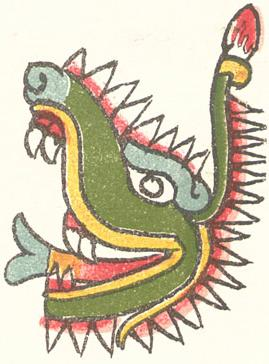
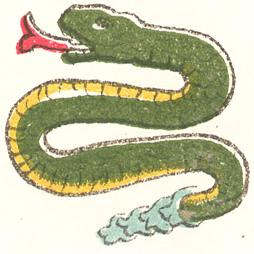
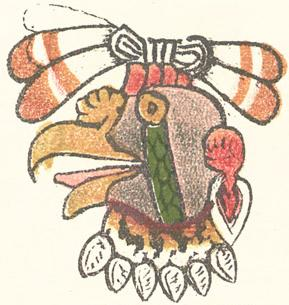
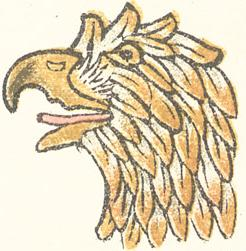
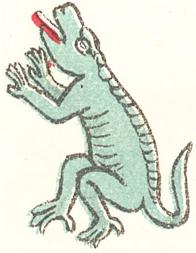
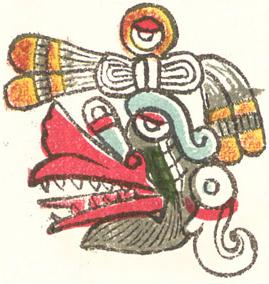
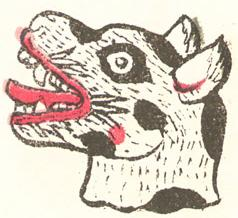
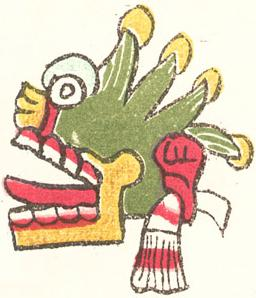
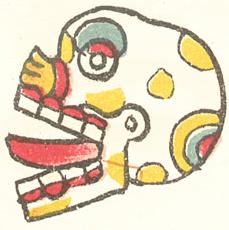
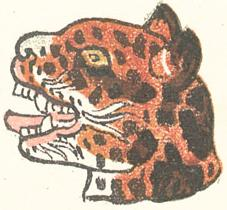
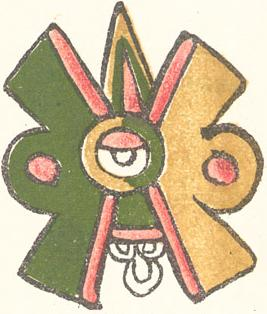
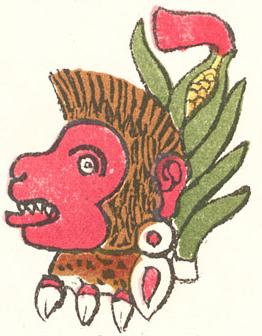
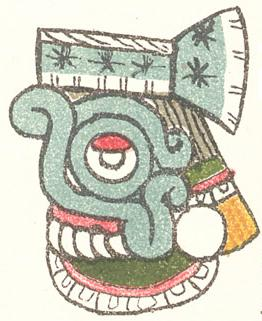
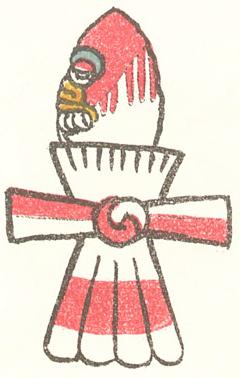

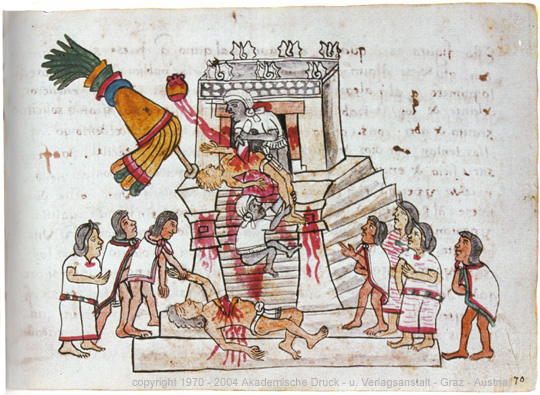
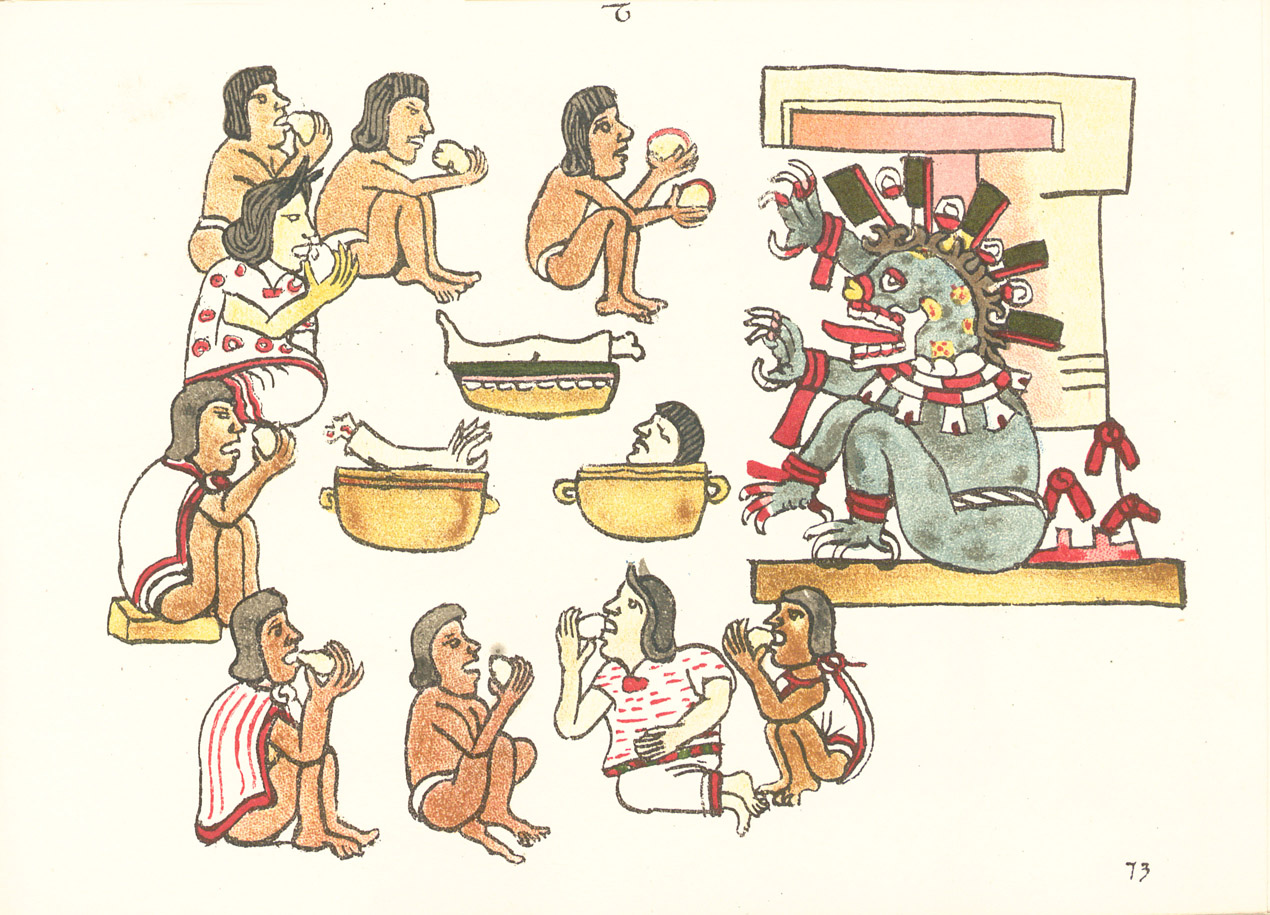
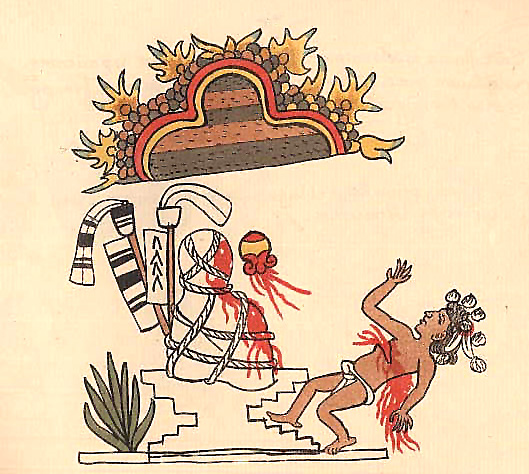
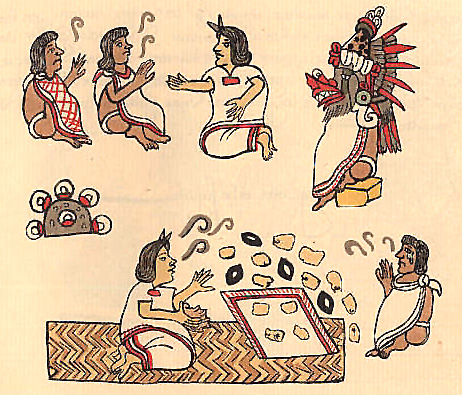
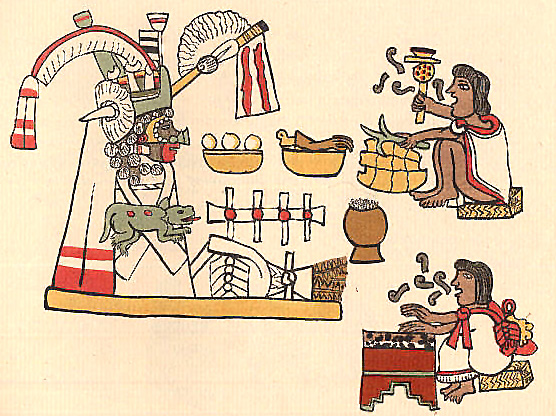
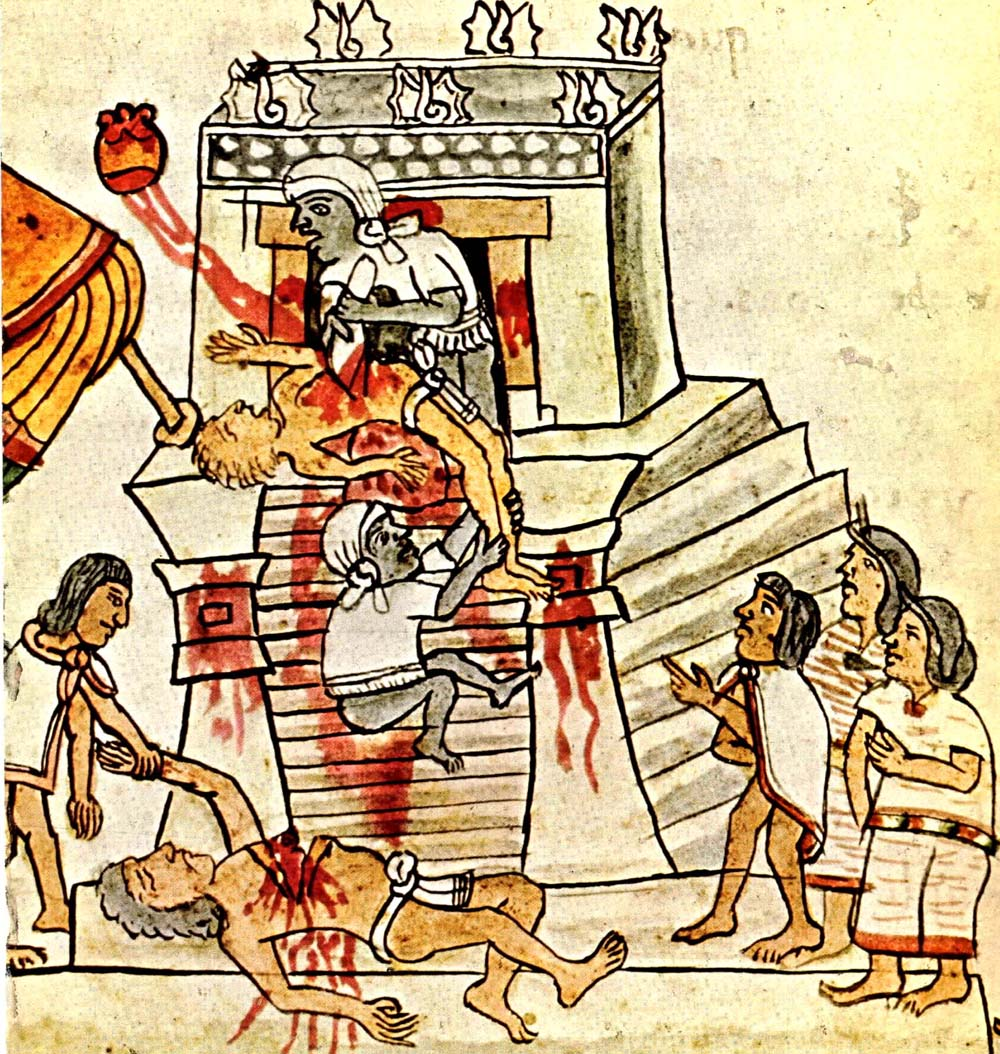
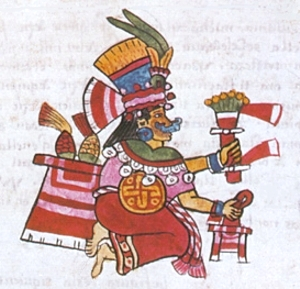
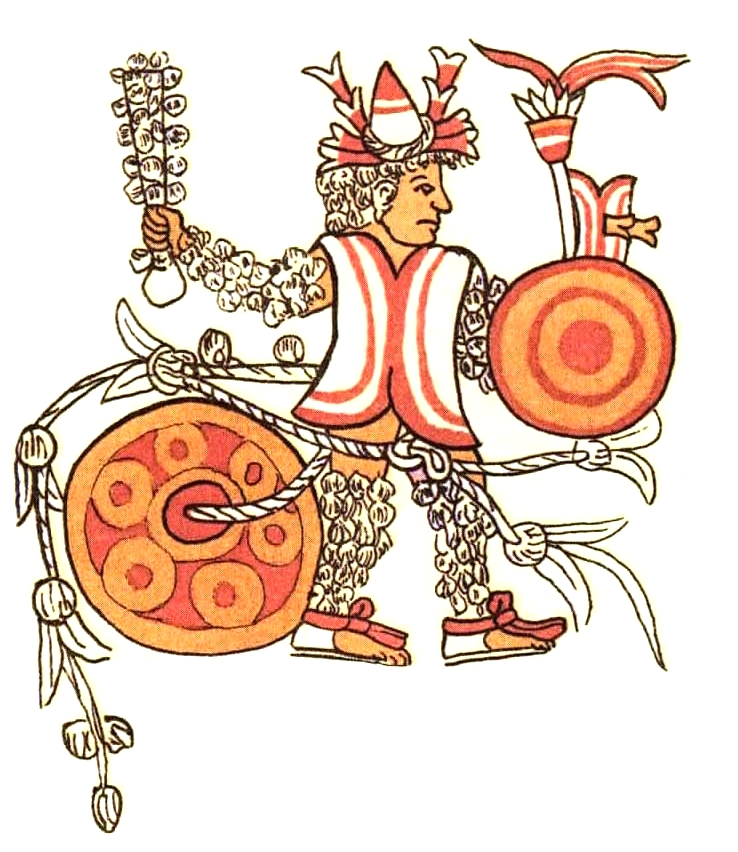
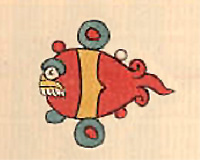
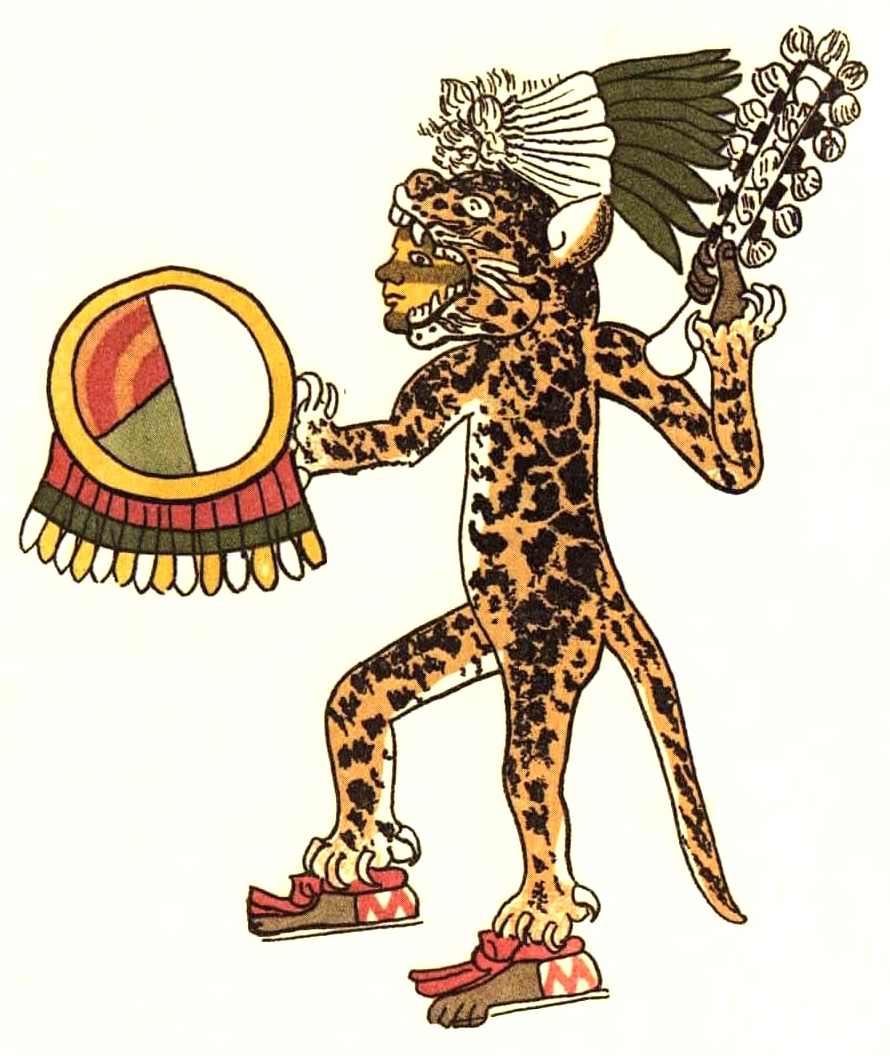
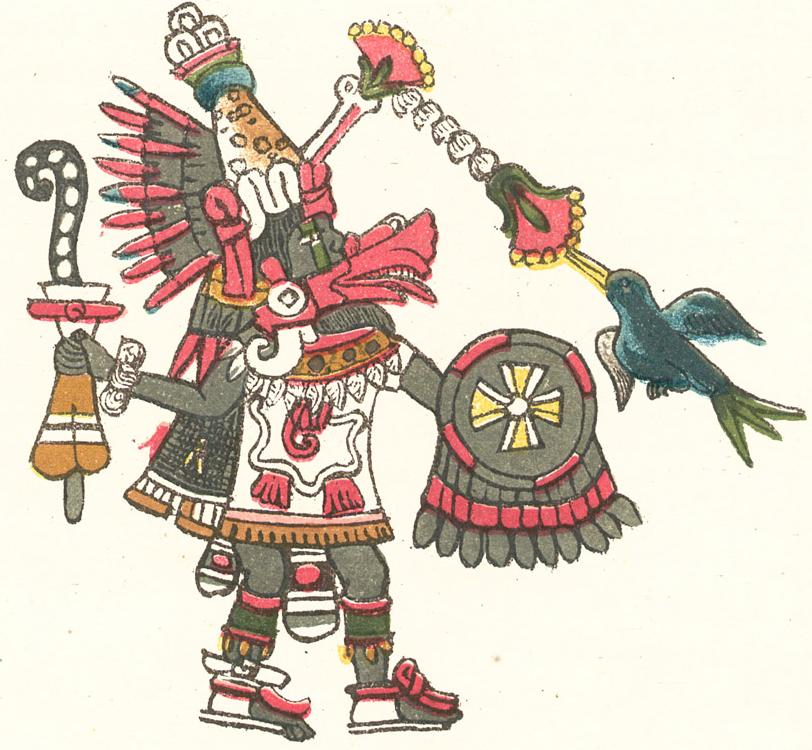
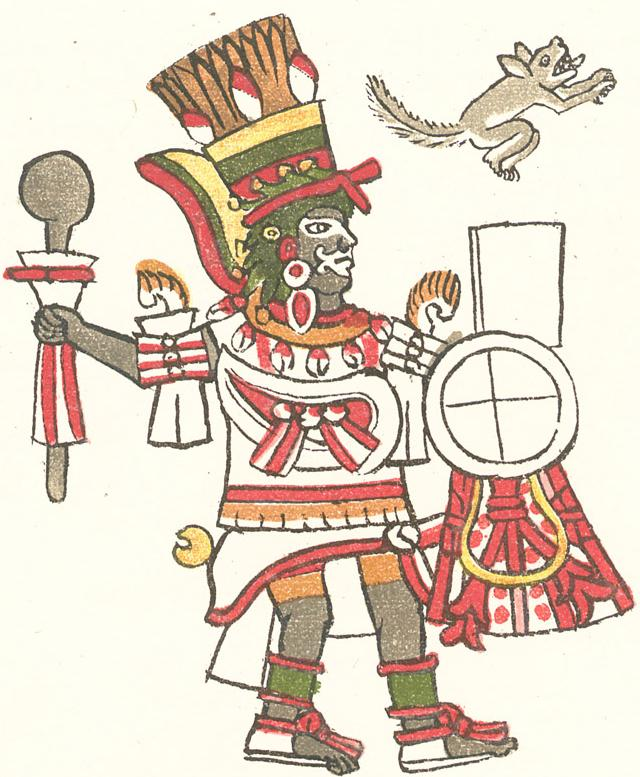
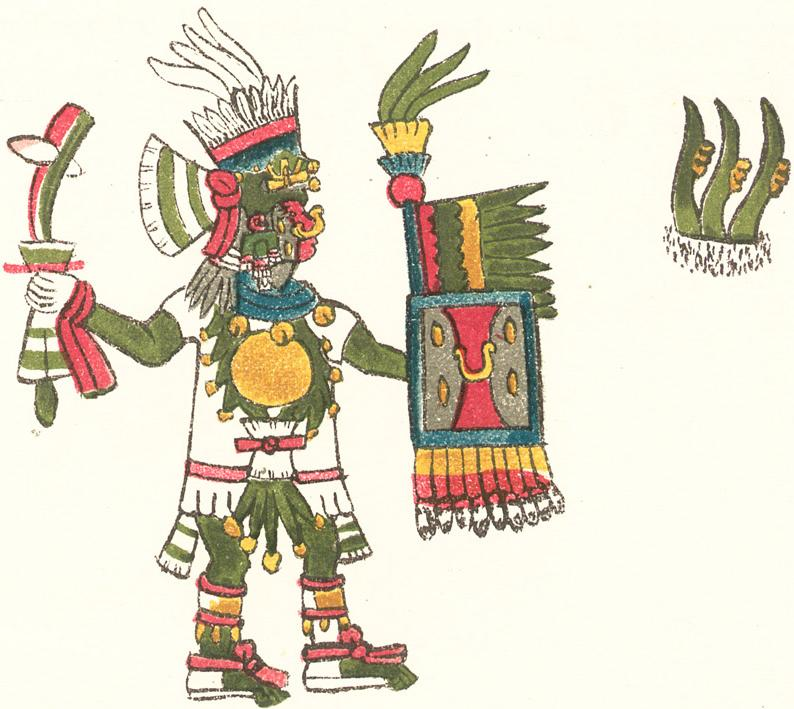
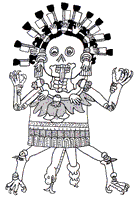
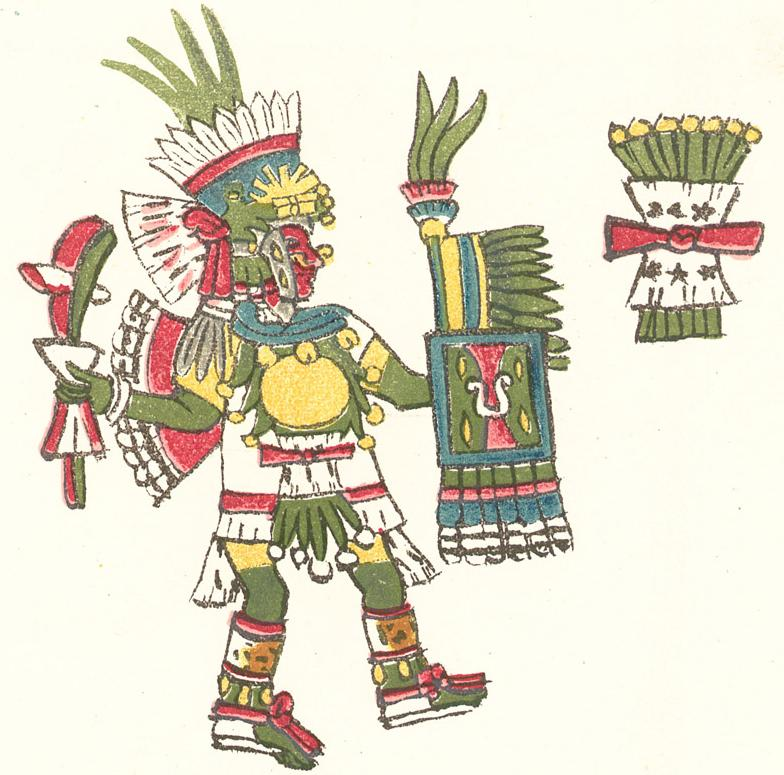

SVG
Páginas de icons
Icons
Outras imagens